# Allophylus africanus
Allophylus africanus är en kinesträdsväxtart som beskrevs av Ambroise Marie François Joseph Palisot de Beauvois. Allophylus africanus ingår i släktet Allophylus och familjen kinesträdsväxter. Utöver nominatformen finns också underarten A. a. griseotomentosus.